# 多赫納河

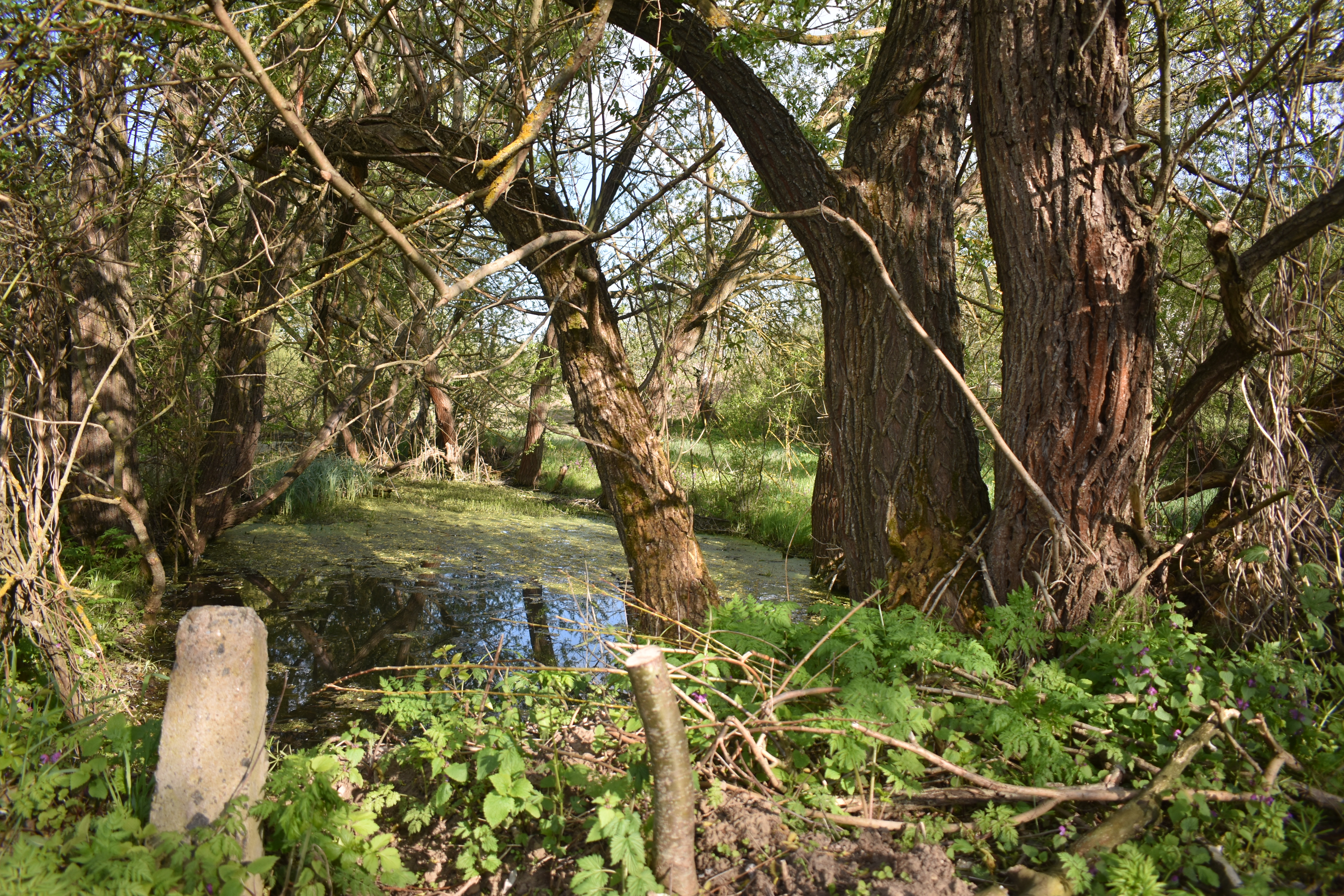
多赫納河的景象

多赫納河（烏克蘭語：Дохна），是位於烏克蘭西南部的河流，屬於南布格河的支流。該河發源自巴甫利夫卡以西，流經文尼察州，河道全長74公里，流域面積1,280平方公里。